# Sålljordstjärna
Sålljordstjärna (Myriostoma coliforme) är en svampart som först beskrevs av Dicks., och fick sitt nu gällande namn av August Karl Joseph Corda 1842. Sålljordstjärna ingår i släktet Myriostoma och familjen jordstjärnor. Arten är reproducerande i Sverige. Inga underarter finns listade i Catalogue of Life.

## Källor

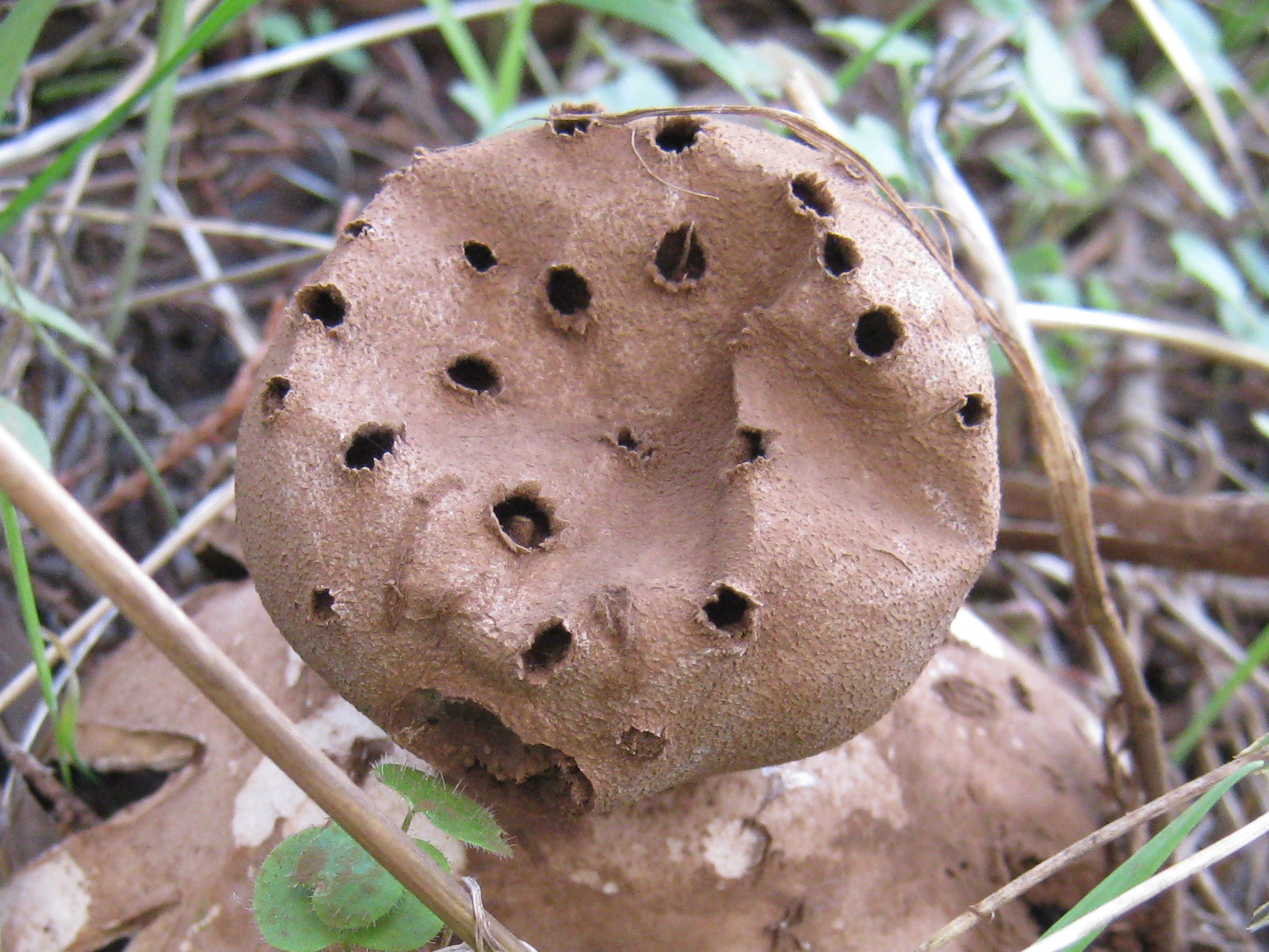
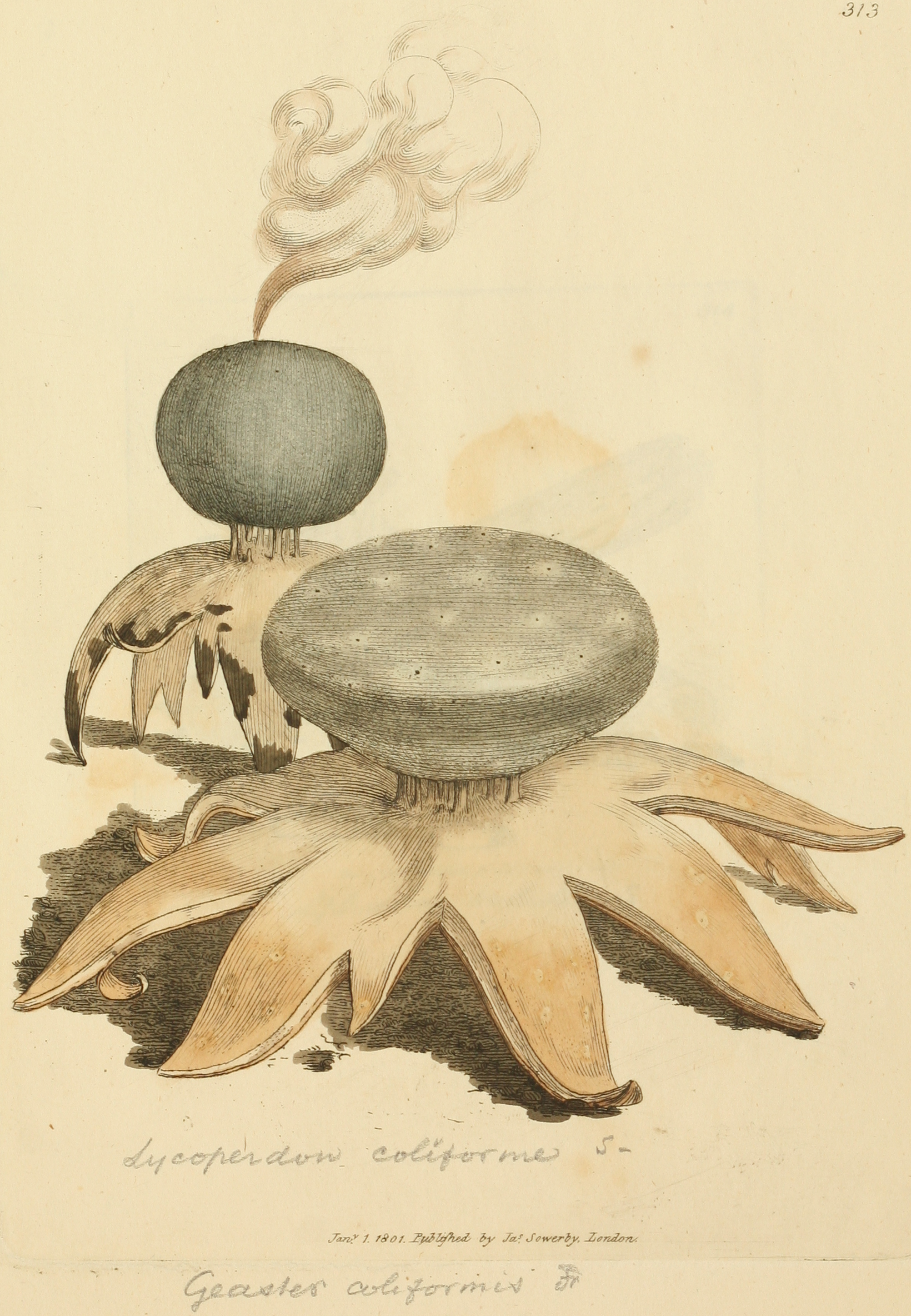
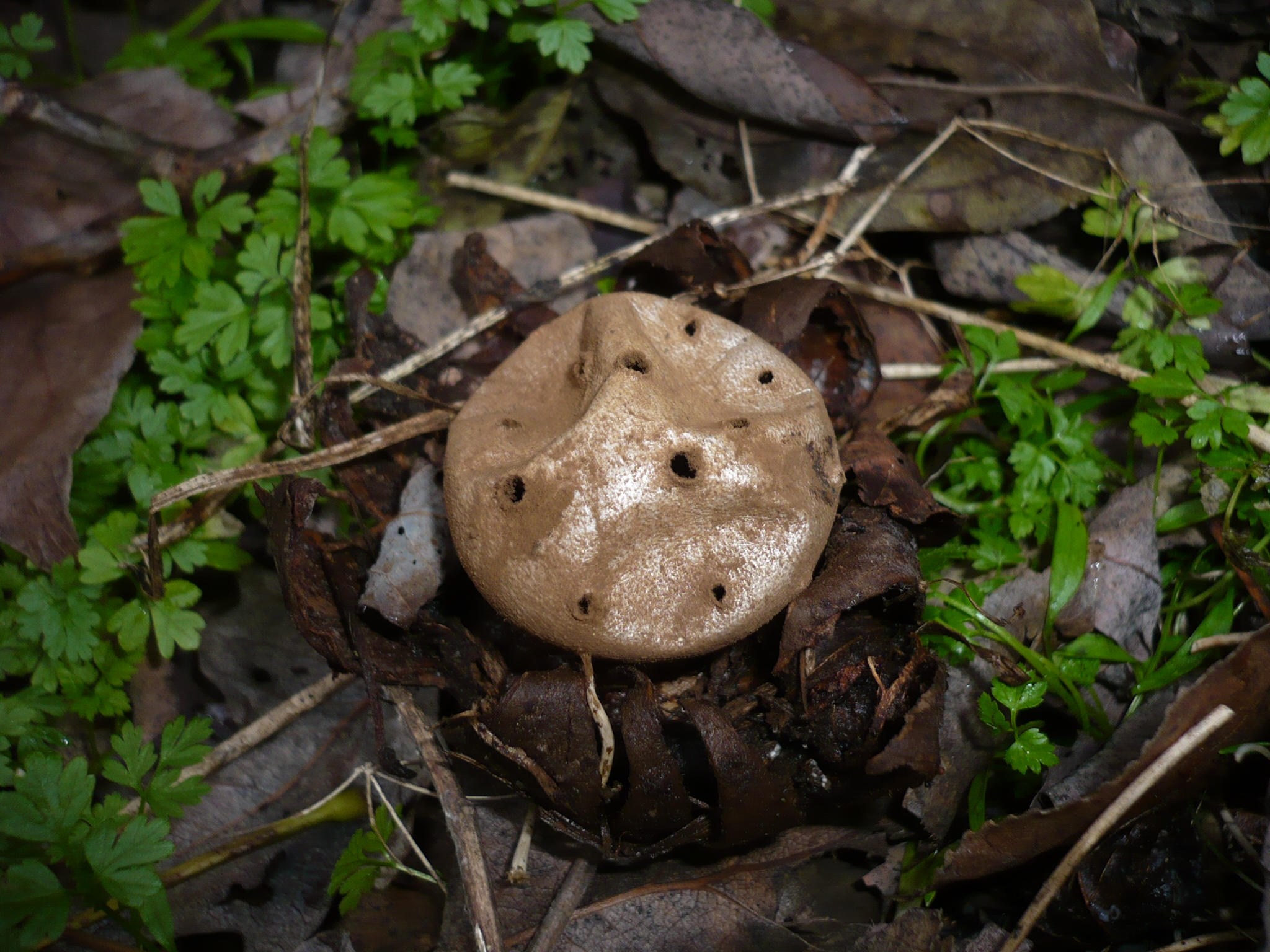
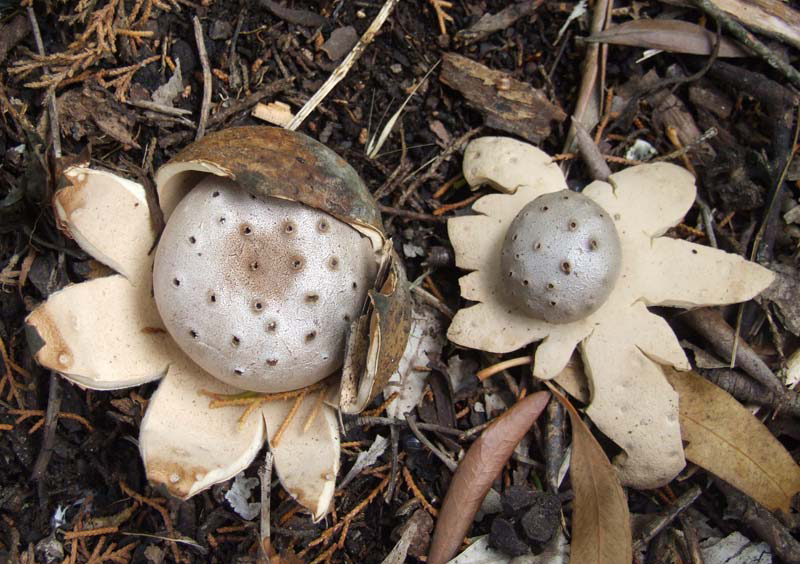